# Егідій
Егідій Афраній Сіагрій (лат. Aegidius Afranius Syagrius, ? —464/465) — державний та військовий діяч часів пізньої Римської імперії.

## Життєпис

### Початкова кар'єра
Походив зі знатного гало-римського роду Сіагріїв з гілки Афраніїв. Онук Флавія Афранія Сіагрія, консула 382 року і син Афранія Сіагрія. Народився в Лугдунумі (Галлія). Служив в армії під командуванням Флавія Аеція, а потім Флавія Авіта.
455 року, коли Авіт був проголошений імператором і відбув до Риму, Егідій отримує посаду magister militum — командувача римського війська в Галлії. В той самий час з Британії в Галію переселилося близько 12 тис. брито-римлян, серед яких було багато воїнів, що значно зміцнило позиції Егідія.

### При Майоріані
У 456 році після повалення Авіта зберіг владу, отримавши посаду дукса Галльського діоцеза. Причиною цьому стало те, що імператором став Майоріан, з яким Егідій колись разом служив в Аеція. У 457 році отримав посаду magister militum замість коміта Агриппінна, з яким Егідій перебував у ворожих стосунках.
Згідно Григорія Турського, у квітні-травні 457 року після вигнання свого короля Хільдеріка I владу Егідія визнали салічні франки, обравши його своїм королем. Хоча влада Егідія над франками була значною мірою номінальною, його правління викликало їх невдоволення. Згідно з хроністом Фредегара, Егідій, за порадою якогось Віомадія, обклав франків важкими податками й стратив 100 осіб, внаслідок чого, 4 роки по тому франки знову закликали Хільдеріка I й вигнали з країни Егідія. Ця історія викликає сумнів у сучасних дослідників, хоча існування союзу між франками та Егідієм не заперечується. Ймовірно, владу Егідія Афранія визнавали як представника імператора, але навряд чи оголошували його королем.
Союзниками Егідія також стали романо-брити, що оселилися в Армориці й Сангібан, та король орлеанських аланів. У 457 році Майоріан доручив Егідію навести лад в Галлії, де місцева гало-римська аристократія відмовилася визнати Майоріана імператором і, уклавши союз з бургундами, здала їм Лугдунум.
Влітку 458 року Егідій разом з франками відвоював Лугдунум, вибивши звідти бургундів, і повернув його під контроль імперії. При цьому місто було розграбовано. В цьому ж році, спільно з Майоріаном почав війну проти вестготів і звільнив Арль від вестготської облоги, що змусило короля вестготів Теодоріха II відновити федератний договір з Римом. У 460 році супроводжував імператора Майоріана до Іспанії в його поході проти вандалів.

### Незалежне панування
Після загибелі Майоріана в 461 році Егідій відмовився визнати законність ставленика Ріцімера — Лібія Севера. Невдовзі оголосив незалежність своїх володінь, відомих як Суассонська область (між Луарою і Сеною). Його володіння незабаром виявилися відрізані від основної території Західної Римської імперії, після того, як бургунди повернули контроль над Лугдуном і долиною Сони.
У 462 році під виглядом надання допомоги новому імператору Лібію Северу, проти Егідія виступив король вестготів Теодоріх II. При цьому Ріцімер знову призначив правителем Галлії коміта Агриппіна, який здав вестготам Нарбонн. Потім війська вестготів під командуванням Фрідеріха, брата Теодоріха II, рушили в область середньої течії Луари. Під їх тиском Егідій відступив за Луару, але в битві біля Орлеану 463 року, отримавши підкріплення від салічних франків Хільдеріка I та аланів, зумів розбити вестготів, після чого відкинув їх війська за Луару. Після цієї перемоги Егідій вступив в перемовини з королем вандалів Гейзеріхом, плануючи одночасний напад на Італію та на Королівство вестготів. Проте ці плани були зірвані вторгненням до Галлії саксів в 464 році. Егідій в союзі з франками виступив проти них.
Взимку 464 або 465 року, в розпал війни з саксами, Егідій помер в таборі на Луарі за не зовсім з'ясованих обставин під час епідемії чуми або був отруєний. Після його смерті командування римськими військами в Північній Галлії і влада над Суассонською областю перейшли до коміта Павла, а після швидкої загибелі останнього її успадкував син Егідія — Афраній Сіагрій.